# Surprésentéisme
Le surprésentéisme (traduction de l'expression anglaise sickness presenteeism) ou présentéisme pathologique est le fait de travailler tout en étant malade alors que son état de santé mériterait un arrêt maladie. La dépendance au travail, ou workaholism en anglais, y est rattachée.

## Incidence par pays

### Belgique
En Belgique, en 2013, le taux de surprésentéisme est estimé entre 40 et 50 %.

### France
Ce phénomène est en augmentation avec la crise économique. Environ 55 % des travailleurs français s'adonneraient au surprésentéisme au moins une fois par an. Au total, le surprésentéisme représente en moyenne 10 jours par travailleur et par an[source insuffisante].